# Gegabelter Nadelholz-Hörnling
Der Gegabelte Nadelholz-Hörnling (Calocera furcata) ist eine Pilzart aus der Familie der Tränenpilzverwandten (Dacrymycetaceae). Wie alle Hörnlinge (Calocera) bildet er hornartige, büschelig wachsende Fruchtkörper aus, die gelb gefärbt sind. Die Art ist aus Japan und Europa bekannt und wächst saprobiontisch auf totem Nadelholz und bewirkt dort Braunfäule.

## Merkmale

### Makroskopische Merkmale
Die Fruchtkörper des Gegabelten Nadelholz-Hörnlings sind hellgelb, hornförmig und 10–20 × 1 mm groß. Häufig wachsen sie gesellig bis büschelig. Ihre Oberfläche ist glatt oder in Längsrichtung leicht gerunzelt und klebrig. Sie wurzeln oft tief im Substrat. An der Spitze sind sie bisweilen leicht gegabelt oder verzweigt. Sie verfügen über einen nur undeutlich ausgebildeten Stiel, der Rest des Fruchtkörpers ist mit fertilem Hymenium bedeckt.

### Mikroskopische Merkmale
Die Hyphenstruktur der Art ist monomitisch, besteht also nur aus generativen Hyphen. Der innerste Fruchtkörper besteht aus einem kompakten Hyphengeflecht, umgeben von einer lockereren Struktur, die wiederum von einer kompakten Hymenialschicht überlagert wird. Die Sporen sind glatt und inamyloid und verfügen über drei Septen mit verdickten Trennwänden. Letzteres ist das einzige eindeutige Unterscheidungsmerkmal zum Pfriemförmigen Laubholz-Hörnling (C. cornea).

## Verbreitung
Der Gegabelte Nadelholz-Hörnling wurde bislang in Japan und in verschiedenen europäischen Ländern gefunden. In Europa reicht die Verbreitung von Frankreich bis nach Finnland.

## Ökologie
Die Art ist ein Saprobiont auf abgestorbenen Koniferen, in deren Holz sie durch Zelluloseabbau Braunfäule hervorruft. Häufigstes Substrat ist die Weiß-Tanne (Abies alba), daneben werden auch verschiedene Kiefern (Pinus spp.), Gemeiner Wacholder (Juniperus communis) und Lärchen (Larix decidua) befallen. Meist ist der Gegabelte Nadelholz-Hörnling in Nadel- und Mischwäldern mit hohem Nadelbaumanteil zu finden.